# Erich Heller
Erich Heller (geboren 27. März 1911 in Komotau, Österreich-Ungarn; gestorben 5. November 1990 in Evanston, Illinois) war ein englischer Essayist deutschsprachiger Herkunft, der vor allem wegen seiner literaturwissenschaftlichen Schriften zur deutschen Philosophie und Literatur des 19. und 20. Jahrhunderts bekannt wurde. Besonders einflussreich geworden sind seine Interpretationen zu den Werken von Goethe, Friedrich Nietzsche, Franz Kafka, Rainer Maria Rilke und Thomas Mann.

## Leben
Erich Heller – Sohn eines jüdischen Arztes – studierte Jura und promovierte am 11. Februar 1935 zum Doktor der Juridischen Fakultät an der Deutschen Universität in Prag. 1939 emigrierte er nach England, seine Mutter wurde im Ghetto Theresienstadt ermordet. Er begann seine akademische Laufbahn in Cambridge und Swansea als Germanist. 1947 nahm Heller die britische Staatsbürgerschaft an. Seit 1960 lebte er in den Vereinigten Staaten, wo er an der Northwestern University in Evanston (Illinois) zunächst als Professor für Deutsch, später dann als Avalon Professor für Geisteswissenschaften tätig war, bis er sich 1979 nach seiner Emeritierung ins Privatleben zurückzog. Seit 1964 war er Mitglied der Deutschen Akademie für Sprache und Dichtung, 1971 wurde er in die American Academy of Arts and Sciences gewählt.
Heller, der sein Leben lang unverheiratet blieb, war mit mehreren geistigen Größen befreundet, darunter auch der Chicagoer Schriftsteller Joseph Epstein und der englische Dichter W. H. Auden. In brieflichem Kontakt stand er u. a. mit Thomas Mann, E. M. Forster, T. S. Eliot, Carl Zuckmayer, Werner Heisenberg, Hannah Arendt und Marcel Reich-Ranicki. Als er Thomas Mann persönlich traf, gestand ihm dieser, dass er seine frühen Tagebücher wegen der darin enthaltenen homoerotischen Inhalte selbst vernichtet und Xenophons Sympósion neunmal gelesen habe, bevor er selbst den Tod in Venedig, seinen eigenen erzählerischen Beitrag zur Launenhaftigkeit der Liebe, schrieb.
Heller verstand die germanistische Disziplin als Berufung, die ihm als Vehikel zur Verbreitung weiter reichender Gedanken diente. Zeit seines Lebens hielt er immer einen gewissen Abstand zum offiziellen Universitätsbetrieb und war (wie Jacob Burckhardt) der Ansicht, dass die akademische Pedanterie mit ihrer ständigen Suche nach Präzisierung de facto einer der listigsten Feinde der Wahrheit sei und letztlich jedes wahre Verständnis verhindere.

## Themen und Positionen

### Der „enterbte Geist“
Laut Plato lebt der menschliche Geist im Dunkeln, seitdem er seinen Platz in der Gemeinschaft der Wahrheit, dem Reich der Ideen, verloren hat und jene unerreichbaren, ewigen und ewig vollkommenen Formen nur noch als Schatten und unvollkommene Abbilder wahrnehmen kann.
Hellers bahnbrechende Schrift Enterbter Geist konstatiert dieses Verschwinden der Wahrheit aus dem unmittelbaren Umfeld des Menschen und untersucht die daraus resultierende Zwangsverpflichtung der Kunst, die so entstandene Lücke zu füllen. Diese Einmischung von Seiten der Kunst bedeute eine Verarmung, nicht eine Bereicherung des Lebens, denn sie führe zum Verlust der wichtigen Außenwelt.
Heller sieht die Wahrheit als das erste Opfer der mechanistischen Naturanschauung, die mit Darwin und anderen begann und, gemeinsam mit den angewandten Wissenschaften, die innere Bedeutung der Dinge vernachlässigte und stattdessen das Wie ihrer kausalen Wechselbeziehung beleuchtete. Das Ding an sich werde ignoriert und damit auch die Bedeutung der Realität als solcher. Derartige Theorien seien nur insofern erfolgreich gewesen, als sie die Menge der abergläubischen Ideen vermehrten, die seit dem Sieg Francis Bacons über die mittelalterliche Scholastik ins Kraut geschossen seien.
Diese Entwicklung, dass die Realität durch die Erklärungen der modernen Wissenschaft ihres Wesens beraubt worden sei, bildet den Hauptkritikpunkt, den Heller den Verfechtern der „ontologischen Invalidität“ entgegenhält. Deren Credo führe dazu, dass nichts mehr an und für sich existiere: mit der naturwissenschaftlichen Erklärung der Welt erübrige sich jede Individualität, denn sie werde auf eine bloße Verbindungsstelle innerhalb einer übergeordneten Kette reduziert.
Die sinnstiftende Reaktion des ganzheitlich realisierten Menschen auf die Außenwelt jedoch unterscheide sich fundamental von der Haltung des Frosch-im-Brunnen-Wissenschaftlers. Ersterer nämlich schaffe und forme (durch sein Theoretisieren, der höchsten intellektuellen Leistung) die Realität selbst, anstatt sie nur passiv zur Kenntnis zu nehmen, wie es Letzterer tue, dessen bloße Betrachtung der Dinge von keinerlei Nutzen sei. Denken sei kein Objekt, sondern eine Handlung, und es sei unmöglich, einen Gedanken zu benutzen, ohne aktiv zu werden. Man könne zwar einen Tisch benutzen, ohne ihn zu verändern, aber man könne nicht einen Gedanken oder ein Gefühl benutzen, ohne dabei zu denken oder zu fühlen. Natürlich könne man die Ergebnisse des Denkens auf gedankenlose Weise benutzen, dann aber benutze man nicht das Denken selbst, sondern nur die Wörter, die dann höchstwahrscheinlich ihren Sinn verfehlen werden.

### Nietzsche
Heller behauptet, Nietzsches (und Rilkes) prinzipielle Ablehnung gültiger Unterscheidungen – insbesondere Nietzsches Relativierung von Gut und Böse – beruhe auf einer Überreaktion und richte sich gegen das, was Nietzsche als Barbarei allzu oberflächlicher Weltanschauungen diagnostiziere, deren Dualismus von Immanenz und Transzendenz einer Reihe von fadenscheinigen Unterscheidungen Tor und Tür geöffnet habe, darunter die völlig unzulässige Unterscheidung zwischen Denken und Fühlen. In ihrem Übereifer, den trügerischen Charakter solcher Differenzierungen aufzudecken, seien beide Denker jedoch zu weit gegangen, und namentlich Nietzsche übertreibe, wenn er Gut und Böse miteinander gleichsetze.

Spätestens mit der Veröffentlichung seiner deutschsprachigen „Drei Essays“ über Nietzsche im Jahre 1964, endgültig aber mit seiner englischen Essaysammlung The Importance of Nietzsche aus dem Jahre 1988, deren deutsche, von Heller selbst besorgte Übersetzung vier Jahre später erschien, machte sich Erich Heller beiderseits des Atlantiks einen Namen als anerkannter Kenner Nietzsches.

### Thomas Mann
Bereits 1940, kurz nach seiner Ankunft in Cambridge, kommentierte Heller für einen britischen Verlag eine Sammlung von Thomas Manns Erzählungen. Manns Werk war auch Thema von Hellers Dissertation, die er im Februar 1949 der Universität von Cambridge vorlegte und die Thomas Mann in Beziehung setzt zu den Hauptrichtungen der deutschen Philosophie des 19. Jahrhunderts. Zehn Jahre später schrieb Heller seine berühmte Arbeit Thomas Mann. Der ironische Deutsche, die ihre Detailgenauigkeit nicht zuletzt der persönlichen Bekanntschaft mit dem Autor verdankt und die der englische Schriftsteller und Literaturwissenschaftler Gabriel Josipovici noch im März 2006 als eines der wichtigsten Bücher seiner geistigen Bildung bezeichnet hat.

### Holocaust
Der Holocaust hat für Heller – er fand den Begriff Genozid und das semitische Wort Shoah treffender – eine theologische Dimension: Mit der Massenvernichtung menschlichen Lebens verletze der Holocaust das Prinzip des Heiligen und Spirituellen, das sich in unserer Welt manifestiere. Denn für Heller ist das Geistige nicht bloß ein Gewebe vager Abstraktionen, sondern existiere immer ganz konkret und leibhaftig: Der Geist benötigte den Körper genauso wie die Transzendenz: Das Spirituelle musste als etwas Reales erkannt und gefühlt werden.
Im Kapitel Goethe and the Avoidance of Tragedy zitiert Heller den Philosophen Karl Jaspers, um nachzuweisen, dass Goethes Werk nach 1945 überholt sei. Es geht dabei um den unangemessenen Umgang mit den Problemen der Theodizee, insbesondere des Problems der Existenz des Bösen. Die Frage, die sich dort stellt, ist nicht, ob der Holocaust für Heller (als einen der überlebenden Juden) bedeutend ist, sondern ob es die Menschheit überhaupt ignorieren kann, sich dessen Bedeutung bewusst zu sein.

## Veröffentlichungen
- Karl Kraus und die schwarze Magie der Sprache. In: Der Monat, Nr. 64, H. 6, 1954.
- Studien zur modernen Literatur. Suhrkamp, Frankfurt am Main 1963.
- Essays über Goethe. Insel, Frankfurt am Main 1970.
- Hannah Arendt und die Literatur. Der Fall Bert Brecht. In: Merkur. Zeitschrift für europäisches Denken, Schwerpunktheft In Memoriam Hannah Arendt, Nr. 341, H. 10, Okt. 1976, 30. Jg. ISBN 3-12973701-4, S. 996–1000. (übriger Schwerpunkt: S. 921–960, mit Beiträgen von Hans Jonas, Dolf Sternberger und Jürgen Habermas)
- Die Wiederkehr der Unschuld und andere Essays. Suhrkamp, Frankfurt am Main 1977.